# Свети Архангели (Руждене)
Вижте пояснителната страница за други значения на Свети Архангели.
„Свети Архангели“ (на гръцки: Ταξιάρχες Γρανίτη) е българска възрожденска православна църква в драмското село Руждене (Гранитис), Егейска Македония, Гърция, подчинена на Драмската митрополия.
Църквата е построена в 1873 година според запазения надпис. В архитектурно отношение е трикорабна базилика с дървен покрив и затворен трем на запад. В интериора са запазени резбован владишки трон, проскинитарии, иконостас с красиви царски двери.
В 1891 година според Георги Стрезов църквата е под върховенството на Вселенската патриаршия.